# Maria Walliser
Maria Walliser (Mosnang, 27 maggio 1963) è un'ex sciatrice alpina svizzera.
Negli anni 1980 fu una delle più vittoriose sciatrici del Circo bianco femminile e, assieme alle connazionali Vreni Schneider, Michela Figini ed Erika Hess, dominò in quel periodo la Coppa del Mondo, competizione di cui la sciatrice vinse due edizioni consecutive, nel 1986 e nel 1987.
Le discipline in cui primeggiò furono la discesa libera, il supergigante e lo slalom gigante, vincendo in Coppa del Mondo 25 volte in carriera, comprese due vittorie in combinata. Conquistò anche una medaglia d'argento e due di bronzo ai Giochi olimpici invernali, tre medaglie d'oro e una di bronzo ai Campionati mondiali e quattro Coppe del Mondo di specialità.

## Biografia

### Stagioni 1980-1983
La sciatrice del Canton San Gallo in Coppa del Mondo esordì nella stagione 1979-1980 e ottenne il primo piazzamento in occasione della discesa libera disputata a Val-d'Isère il 3 dicembre 1980, piazzandosi al 9º posto, e nella stessa stagione colse a Zwiesel, l'8 febbraio in combinata, il suo primo podio nel circuito (2ª).
Esordì ai Campionati mondiali in occasione della rassegna iridata di Schladming 1982, in cui si classificò 12ª nella discesa libera e 11ª nella combinata; nella stagione successiva in Coppa del Mondo ottenne cinque podi con due vittorie (tra le quali la prima in carriera nella discesa libera di Megève del 21 gennaio) e si classificò al 5º posto nella classifica generale e al 2º in quella di discesa libera, sopravanzata di 9 punti dalla vincitrice Doris De Agostini.

### Stagioni 1984-1986
Debuttò ai Giochi olimpici invernali a Sarajevo 1984, dove vinse la medaglia d'argento nella discesa libera e non portò a termine lo slalom gigante; nella stessa stagione in Coppa del Mondo vinse la sua prima coppa di cristallo di specialità, nella discesa libera con un punto di vantaggio su Irene Epple, si classificò all'8º posto nella classifica generale e salì cinque volte sul podio, con due vittorie.
L'anno dopo in Coppa del Mondo i suoi podi furono undici, ma con una sola vittoria; in classifica generale fu 3ª e in quella di discesa libera 2ª, a 34 punti di distanza dalla vincitrice Michela Figini. Sempre nel 1985 partecipò ai Mondiali di Bormio, durante i quali ottenne il 6º posto nella discesa libera e l'8º nello slalom gigante. Nel 1985-1986 vinse la sua prima Coppa del Mondo generale (con 45 punti di vantaggio sulla seconda, Erika Hess) e la sua seconda Coppa di discesa libera (superando Katrin Gutensohn di 5 punti); vinse anche la classifica di combinata, che all'epoca non prevedeva l'assegnazione di alcun trofeo, e totalizzò quattordici podi con sei vittorie.

### Stagioni 1987-1988
Nella stagione 1986-1987 bissò il successo nella classifica generale, ottenendo 7 punti in più di Vreni Schneider, e vinse le sue ultime due Coppe di specialità, nel supergigante (25 furono i punti di distacco della seconda classificata, Catherine Quittet) e nello slalom gigante (a pari merito con la Schneider); i suoi podi quell'anno furono quindici (sette le vittorie) e si classificò anche al 2º posto sia nella classifica di discesa libera (battuta di tre punti dalla Figini), sia in quella di combinata (superata da Brigitte Oertli per cinque punti). Nello stesso anno vinse anche due medaglie d'oro (nella discesa libera e nel supergigante) e una di bronzo (nello slalom gigante) ai Mondiali di Crans-Montana.
Nella stagione 1987-1988 la Walliser non riuscì a ripetere i successi degli anni precedenti in Coppa del Mondo; ottenne tre podi (due le vittorie) e chiuse al 7º posto nella classifica generale. Invece ai XV Giochi olimpici invernali di Calgary 1988, sua ultima presenza olimpica, vinse ancora due medaglie, entrambe di bronzo, nello slalom gigante e nella combinata; si classificò inoltre 4ª nella discesa libera e 6ª nel supergigante.

### Stagioni 1989-1990
Nel 1989 disputò i suoi ultimi Mondiali e nella rassegna iridata di Vail conquistò la medaglia d'oro nella discesa libera; si piazzò poi al 4º posto sia nel supergigante, sia nello slalom gigante. In Coppa del Mondo quell'anno tornò a competere ai vertici: ottenne dieci podi, con tre vittorie, e si classificò 2ª sia nella classifica generale (ma superata dalla Schneider di oltre cento punti), sia in quella di discesa libera (superata dalla Figini di 34 punti).
La sua ultima stagione agonistica, 1989-1990, la vide ancora vincere due gare in Coppa del Mondo (l'ultima il 13 gennaio a Haus in discesa libera) e salire sul podio complessivamente in cinque occasioni (l'ultima fu il 3º posto nel supergigante di Méribel dell'11 febbraio). In classifica generale fu 4ª e l'ultimo piazzamento della carriera della Walliser fu il 7º posto ottenuto nel supergigante di Coppa del Mondo disputato a Åre il 16 marzo.

## Palmarès

### Olimpiadi
- 3 medaglie:
  - 1 argento (discesa libera a Sarajevo 1984)
  - 2 bronzi (slalom gigante, combinata a Calgary 1988)

### Mondiali
- 4 medaglie:
  - 3 ori (discesa libera, supergigante a Crans-Montana 1987; discesa libera a Vail 1989)
  - 1 bronzo (slalom gigante a Crans-Montana 1987)

### Coppa del Mondo
- Vincitrice della Coppa del Mondo nel 1986 e nel 1987
- Vincitrice della Coppa del Mondo di discesa libera nel 1984 e nel 1986
- Vincitrice della Coppa del Mondo di supergigante nel 1987
- Vincitrice della Coppa del Mondo di slalom gigante nel 1987
- Vincitrice della classifica di combinata nel 1986
- 72 podi:
  - 25 vittorie
  - 21 secondi posti
  - 26 terzi posti

#### Coppa del Mondo - vittorie
| Data             | Località              | Paese          | Specialità |
| ---------------- | --------------------- | -------------- | ---------- |
| 21 gennaio 1983  | Megève                | Francia        | DH         |
| 5 febbraio 1983  | Sarajevo              | Jugoslavia     | DH         |
| 8 dicembre 1983  | Val-d'Isère           | Francia        | DH         |
| 21 gennaio 1984  | Verbier               | Svizzera       | DH         |
| 8 marzo 1985     | Banff                 | Canada         | DH         |
| 11 gennaio 1986  | Bad Gastein           | Austria        | DH         |
| 12 gennaio 1986  | Bad Gastein           | Austria        | KB         |
| 5 febbraio 1986  | Val di Zoldo          | Italia         | GS         |
| 1º marzo 1986    | Furano                | Giappone       | DH         |
| 8 marzo 1986     | Sunshine              | Canada         | DH         |
| 9 marzo 1986     | Sunshine              | Canada         | KB         |
| 14 dicembre 1986 | Val-d'Isère           | Francia        | SG         |
| 20 dicembre 1986 | Val di Zoldo          | Italia         | GS         |
| 6 gennaio 1987   | Saalbach              | Austria        | SG         |
| 18 gennaio 1987  | Bischofswiesen        | Germania Ovest | GS         |
| 27 febbraio 1987 | Zwiesel               | Germania Ovest | GS         |
| 15 marzo 1987    | Vail                  | Stati Uniti    | SG         |
| 22 marzo 1987    | Sarajevo              | Jugoslavia     | GS         |
| 4 dicembre 1987  | Val-d'Isère           | Francia        | DH         |
| 16 gennaio 1988  | Zinal                 | Svizzera       | DH         |
| 15 dicembre 1988 | Altenmarkt-Zauchensee | Austria        | DH         |
| 19 gennaio 1989  | Tignes                | Francia        | DH         |
| 4 marzo 1989     | Furano                | Giappone       | GS         |
| 9 dicembre 1989  | Steamboat Springs     | Stati Uniti    | DH         |
| 13 gennaio 1990  | Haus                  | Austria        | DH         |

Legenda:

DH = discesa libera

SG = supergigante

GS = slalom gigante

KB = combinata

### Campionati svizzeri
- 6 medaglie (dati parziali, dalla stagione 1984-1985):
  - 6 ori (slalom gigante, combinata[senza fonte] nel 1985; combinata[senza fonte] nel 1986; discesa libera, combinata[senza fonte] nel 1987; supergigante[senza fonte] nel 1990)

## Statistiche

### Podi in Coppa del Mondo
| Stagione/Specialità | Discesa libera | Discesa libera | Discesa libera | Supergigante | Supergigante | Supergigante | Slalom gigante | Slalom gigante | Slalom gigante | Slalom speciale | Slalom speciale | Slalom speciale | Combinata | Combinata | Combinata | Podi totali |
| ------------------- | -------------- | -------------- | -------------- | ------------ | ------------ | ------------ | -------------- | -------------- | -------------- | --------------- | --------------- | --------------- | --------- | --------- | --------- | ----------- |
| Stagione/Specialità | 1º             | 2º             | 3º             | 1º           | 2º           | 3º           | 1º             | 2º             | 3º             | 1º              | 2º              | 3º              | 1º        | 2º        | 3º        | Podi totali |
| 1980                |                |                |                |              |              |              |                |                |                |                 |                 |                 |           |           |           | 0           |
| 1981                |                |                |                |              |              |              |                |                |                |                 |                 | 1               |           |           | 1         | 2           |
| 1982                |                | 1              | 1              |              |              |              |                |                |                |                 |                 |                 |           |           |           | 2           |
| 1983                | 2              | 1              | 1              |              |              |              |                |                | 1              |                 |                 |                 |           |           |           | 5           |
| 1984                | 2              |                | 3              |              |              |              |                |                |                |                 |                 |                 |           |           |           | 5           |
| 1985                | 1              |                | 3              |              | 1            | 1            |                | 2              |                |                 |                 |                 |           |           |           | 11          |
| 1986                | 3              | 2              | 2              |              | 1            |              | 1              | 1              |                |                 |                 |                 | 2         | 1         | 1         | 14          |
| 1987                |                | 3              | 2              | 3            |              |              | 4              | 1              | 2              |                 |                 |                 |           | 1         | 2         | 15          |
| 1988                | 2              |                |                |              |              |              |                | 1              |                |                 |                 |                 |           |           |           | 3           |
| 1989                | 2              | 3              | 1              |              |              | 1            | 1              |                | 2              |                 |                 |                 |           |           |           | 10          |
| 1990                | 2              |                |                |              | 1            | 1            |                |                | 1              |                 |                 |                 |           |           |           | 5           |
| Totale              | 14             | 10             | 13             | 3            | 3            | 3            | 6              | 5              | 6              | 0               | 0               | 1               | 2         | 2         | 4         | 72          |
| Totale              | 37             | 37             | 37             | 9            | 9            | 9            | 17             | 17             | 17             | 1               | 1               | 1               | 8         | 8         | 8         | 72          |